# Emblema da República Socialista Soviética do Azerbaijão
O emblema da República Socialista Soviética do Azerbaijão foi adotada em 1937 pelo governo da República Socialista Soviética do Azerbaijão. O brasão de armas baseia-se no brasão de armas da União Soviética.
O emblema tem uma torre de perfuração que representa ricos depósitos de petróleo em Baku e, atrás dela, um sol nascente, de pé para o futuro da nação azeri. A foice e martelo estão proeminente acima dela, enquanto a estrela vermelha (simbolizando o "socialismo nos cinco continentes") está localizada na parte superior do emblema, pela vitória do comunismo e a "comunidade mundial socialista dos estados". A borda exterior apresenta símbolos da agricultura - trigo e algodão.
A frase de efeito da bandeira carrega o lema do estado da União Soviética, ("Trabalhadores do mundo, uni-vos!") tanto nos idiomas russo e azeri. No Azerbaijão, se diz "Бүтүн өлкəлəрин пролетарлары, бирлəшин!" (na atual escrita azeri latina: "Bütün ölkələrin proletarları, birləşin!").
O nome completo da República Socialista Soviética do Azerbaijão é explicado ambos nos idiomas russa e azeri.
O emblema foi alterado em 1992 para o emblema atual.

## Versões anteriores

Emblema da República Socialista Federativa Soviética Transcaucasiana (1922-1923)
Emblema da República Socialista Federativa Soviética Transcaucasiana (1923-1924)
Emblema da República Socialista Federativa Soviética Transcaucasiana (1924-1930)
Emblema da República Socialista Federativa Soviética Transcaucasiana (1930-1936)
Emblema da República Socialista Soviética do Azerbaijão (1931-1937)